# Stephanie Nesbitt
Stephanie Nesbitt (Toronto, 10 de agosto de 1985) é uma ex-nadadora sincronizada estadunidense, medalhista olímpica.

## Carreira
Stephanie Nesbitt representou seu país nos Jogos Olímpicos de 2004, ganhando a medalha de bronze por equipes. 